# Tayassuidae
I Taiassùidi (Tayassuidae Palmer, 1897) sono una famiglia di mammiferi artiodattili, che comprende i pècari, animali simili ai suidi che vivono nel sudovest degli Stati Uniti e nell'America Centrale e Meridionale.
I pècari vengono spesso confusi con i cinghiali, coi quali sono solo lontanamente imparentati in quanto fanno parte di un'altra famiglia. Questa confusione è stata alimentata dall'introduzione accidentale di maiali negli Stati Uniti da parte dei primi coloni americani. Questi maiali, rinselvatichendosi, hanno colonizzato ora gran parte del Nord America, dove sono detti razorback.
Nonostante la superficiale somiglianza, le differenze tra questa famiglia e quella dei suidi sono numerose e significative. Per quel che riguarda la dentatura, i canini o zanne dei suidi sono incurvati e rivolti verso l'esterno e in alto, mentre nei taiassuidi esse sono dritte e rivolte verso il basso, senza sporgere quasi mai dalla bocca. I pècari, se nervosi o agitati, sfregano fra loro i canini producendo un rumore caratteristico, che serve ad intimorire eventuali predatori. Per quel che riguarda lo scheletro postcraniale, notevole è la presenza, unica tra gli artiodattili, di tre sole dita negli arti posteriori. Altre peculiarità a livello anatomico includono la presenza di una ghiandola odorifera situata sul dorso e di mammelle con due soli capezzoli nelle femmine.

## Descrizione
La lunghezza compresa del corpo e della testa oscilla tra i 750 ai 1.112 mm, mentre la coda composta da un numero di vertebre da sei a nove, varia da 15 a 102 mm.

Il mantello è di colore grigiastro o marrone bruno, e tutte le specie hanno contrastate di pelliccia bianca o giallastra sul petto, sul dorso oppure sui lati della testa.
I Taiassùidi sono animali gregari e vivono in gruppi di consistenza variabile da pochi esemplari a diverse centinaia a seconda della specie, dell'ospitalità o meno dell'habitat e della presenza o meno di predatori (puma, giaguaro, lince rossa, uomo). Il pècari labiato tende a formare gruppi di maggiori dimensioni (anche 100 esemplari in un singolo branco), mentre le altre due specie tendono a formare gruppi più piccoli. 
Il loro nutrimento è costituito da una grande varietà di vegetali (principalmente radici ed erbe, ma possono mangiare senza danni perfino cactus), con un consistente apporto di proteine animali provenienti da carogne e piccoli animali. Il pècari è un animale molto aggressivo, specialmente se preso in gruppo: non può essere addomesticato, al contrario dei Sùidi, e attacca anche l'uomo, spesso con esiti fatali.

## Evoluzione
La storia evolutiva di questa famiglia è molto antica e risale probabilmente all'Eocene superiore (circa 35 milioni di anni fa), ma le sue origini non sono ben note. Probabilmente i taiassuidi si svilupparono a partire da artiodattili primitivi affini ai cebocheridi. In ogni caso, in Nordamerica, nell'Oligocene inferiore era presente un animale, Perchoerus, che possedeva già alcune caratteristiche dei pècari odierni. Una forma assai simile era Thinohyus. In seguito il continente americano ha visto una grande espansione di questi animali, e nel Miocene e Pliocene esistevano molti generi che vagavano per le pianure (ad es. Woodburnehyus, Hesperhys, Prosthennops) e alcuni generi erano dotati di strane strutture craniche (Skinnerhyus).
Nel Pleistocene sono note forme molto diverse tra loro, come Mylohyus dal muso allungato e il grande Platygonus. Con il ricongiungersi del Nord al Sudamerica tramite il "ponte" di Panama, nel Pliocene i pècari passarono in Sudamerica, dove sono ben diffusi tutt'oggi.
Benché attualmente i taiassùidi siano un gruppo strettamente diffuso sul suolo americano, è possibile che in passato vi fossero alcuni generi che sviluppatisi in Asia, Europa e anche Africa: è il caso di Taucanamo, ad esempio; questo genere è però a volte classificato come un suide arcaico affine a Palaeochoerus.

## Tassonomia
La famiglia dei Taiassuidi è attualmente suddivisa in tre generi, e comprende in tutto quattro specie:
- Genere Tayassu
  - Tayassu pecari - Pècari labiato
- Genere Catagonus
  - Catagonus wagneri - Pècari del Chaco
- Genere Pecari
  - Pecari tajacu - Pècari dal collare
  - Pecari maximus - Pècari gigante